# Georg Dionysius Ehret

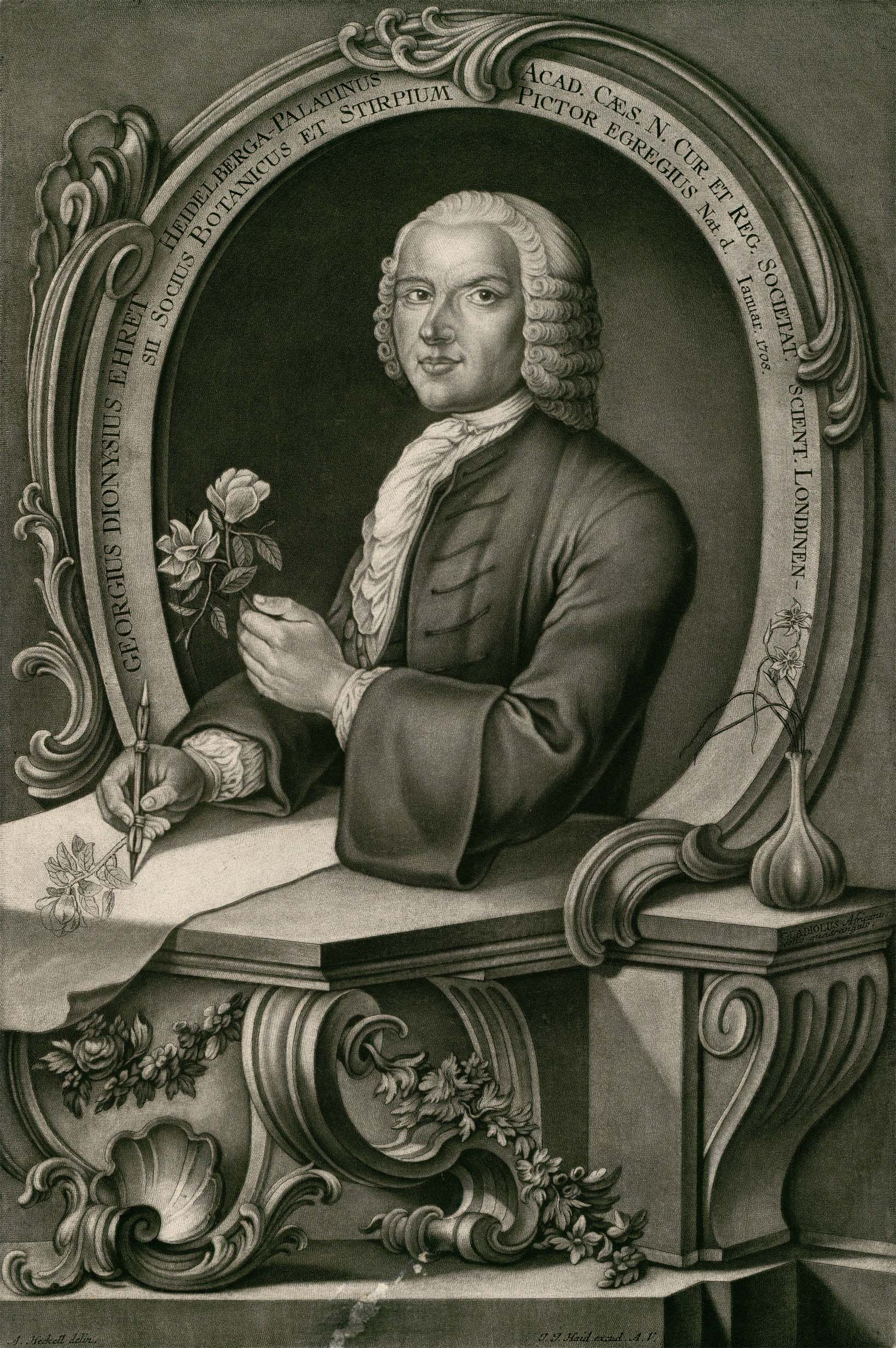
Porträt von Georg Dionysius Ehret veröffentlicht im Werk Plantae selectae von Christoph Jakob Trew

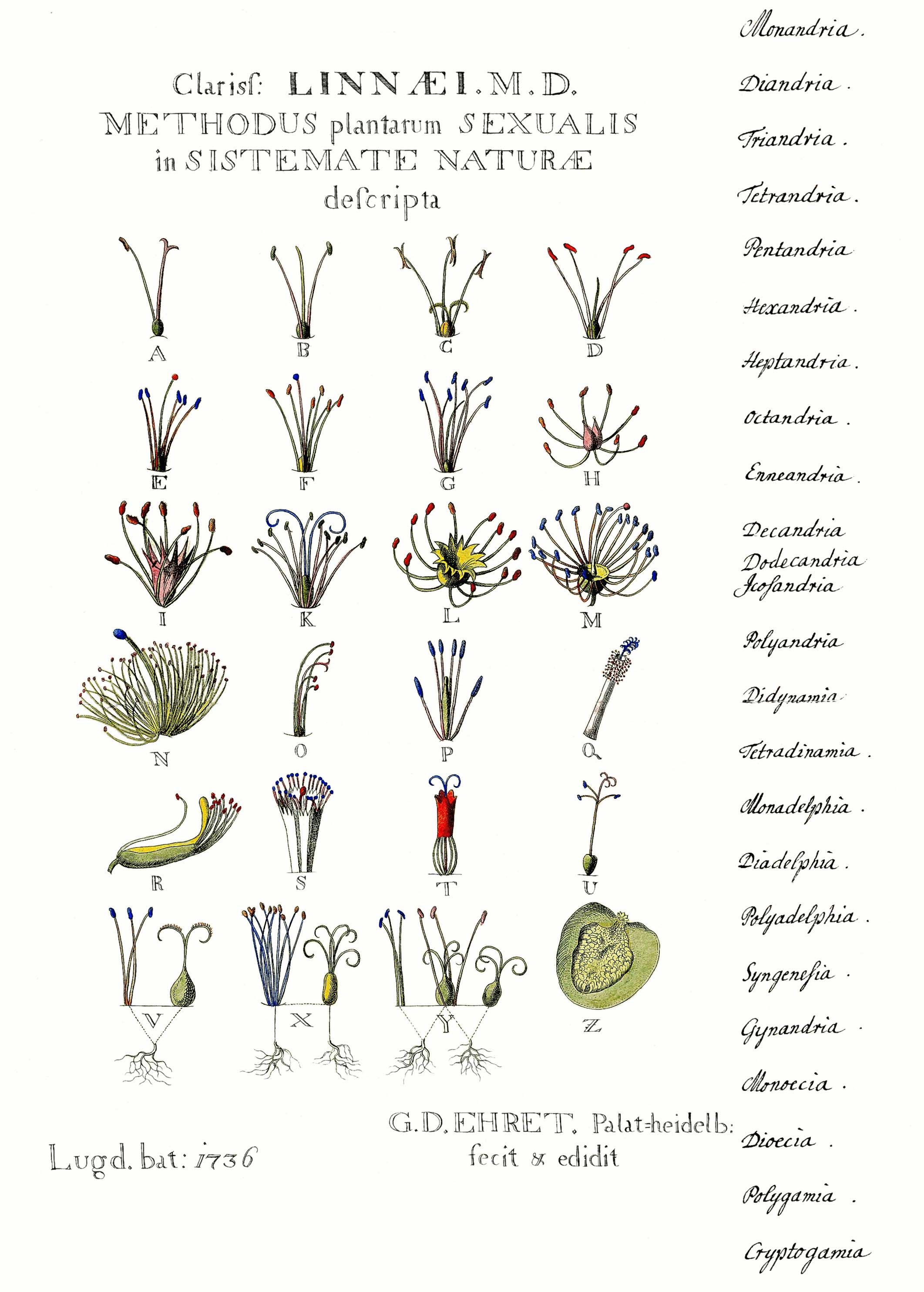
Zeichnung Ehrets für Linné mit dem Titel „Methodus Plantarum Sexualis in sistemate naturae descripta“

Georg Dionysius Ehret (* 30. Januar 1708 in Heidelberg; † 9. September 1770 in Chelsea) war ein Pflanzenmaler und Botaniker. Sein offizielles botanisches Autorenkürzel lautet „Ehret“.

## Leben und Wirken
Ehret wurde 1708 in Heidelberg geboren. Er erhielt eine Ausbildung als Gärtner. Sein Vater lehrte ihn die Pflanzenmalerei. Seine Mutter heiratete nach dem Tod des Vaters den Aufseher der kurpfälzischen Gärten in Heidelberg, der ihm die Aufsicht über einen Teil der Gärten übertrug. So war er unter anderem für die Gestaltung des Gartens in Karlsruhe verantwortlich. Schon in dieser Zeit fiel er dem Markgrafen Karl III. Wilhelm von Baden-Durlach durch seine Zeichnungen auf. Da es Ärger mit den anderen Gärtnern gab, musste er Heidelberg verlassen und reiste er über Nürnberg, Ulm und Regensburg nach Wien. In dieser Zeit versuchte er von seinen Pflanzenzeichnungen zu leben. Schließlich ließ er sich in Regensburg nieder und arbeitete für den Apotheker Johann Wilhelm Weinmann, der ihn für seine Zeichnungen schlecht entlohnte und sie ohne Nennung des Namens von Ehret in seiner Phytanthoza iconographia (1734–1745) verwendete.
Bald darauf traf er den Arzt Christoph Jacob Trew aus Nürnberg, der zu seinem Gönner und Freund wurde. Mitte der 1730er bereiste er die europäischen Städte Basel, Paris, Lausanne, Genf, Lyon und Montpellier. 1735 fuhr er nach England und traf in London Hans Sloane sowie Philip Miller. In dieser Zeit arbeitete er als Gärtner und verkaufte erfolgreich seine Pflanzenzeichnungen. Viele davon gingen an Christoph Jacob Trew und dienten später als Illustrationen für dessen Werke Hortus nitidissimus (1750–1786) und Plantae selectae (1750–1773).
In Holland, auf dem Anwesen von George Clifford in Hartekamp, traf Ehret 1736 zum ersten Mal mit Carl von Linné zusammen. Linné arbeitete dort gerade an seinem Werk Hortus Cliffortianus (1738), für das Ehret unter anderem eine Tafel für seine Klassifizierung der Pflanzen anhand der Staubfäden zeichnete. Diese Zusammenarbeit mit Linné währte bis an sein Lebensende. Nach seiner Rückkehr nach London heiratete er 1738 Susanna Kennet, die Schwägerin Philip Millers, mit der er den Sohn George Philip hatte. Miller war seit 1721 Vorsteher des Chelsea Physic Gardens, in dem Ehret häufig zeichnete. Am 19. Mai 1757 wurde er zum Mitglied der Royal Society gewählt.
Georg Dionysius Ehret starb 1770 in seiner Wahlheimat England. Er hinterließ mehr als 3000 Zeichnungen. Seine Werke befinden sich beispielsweise im Naturhistorischen Museum in London, den Royal Botanic Gardens in Kew, der Royal Society in London, der Lindley Library der Royal Horticultural Society, dem Victoria and Albert Museum sowie der Universitätsbibliothek in Erlangen.

## Ehrungen
Im Jahr 1758 wurde er zum Mitglied der Leopoldina gewählt. Christoph Jacob Trew benannte ihm zu Ehren die Gattung Ehretia.

## Schriften (Auswahl)

### Werke mit Zeichnungen von ihm
- The Gardener's Dictionary (1731–1771) von Philip Miller (ohne Abbildungen)
- Phytanthoza iconographia (1737–1745) von Johann Wilhelm Weinmann
- Hortus cliffortianus von Carl von Linné
- Plantae et papiliones rariores (1748–1759) von Georg Dionysus Ehret
- Hortus nitidissimis (1750–1786) von Christoph Jacob Trew
- Plantae selectae (1750–1773) von Christoph Jacob Trew
- The civil and natural history of Jamaica (1756) von Patrick Browne
- Hortus Kewensis (1789) von William Aiton

### Zeitschriftenbeiträge
- De Arboribus Sassafras dictis & Londinis cultis, earumque floris charactere. In: Nova Acta Physico-Medica Academiae Caesareae Leopoldino-Carolinae Naturae Curiosorum. Band 2, 1761, S. 326–330, Tafel 6 (online)
- De Planta Lithospermo affini. In: Nova Acta Physico-Medica Academiae Caesareae Leopoldino-Carolinae Naturae Curiosorum. Band 2, 1761, S. 330–332 (online).
- An Account of a Species of Ophris, Supposed to be the Plant, Which is Mentioned by Gronovius in the Flora Virginica, p. 185, under the Name of Ophris Scapo Nudo Foliis Radicalibus Ovato-Oblongis, Dimidii Scapi Longitudine. In: Philosophical Transactions. Band 53, 1763, S. 81–83 (doi:10.1098/rstl.1763.0021).
- An Account of a New Peruvian Plant, Lately Introduced into the English Gardens; the Several Characters of Which Differ from All the Genera Hitherto Described. In: Philosophical Transactions. Band 53, 1763, S. 130–132 (doi:10.1098/rstl.1763.0027).
- A Description of the Andrachne, with Its Botanical Characters. In: Philosophical Transactions. Band 57, 1767, S. 114–117 (doi:10.1098/rstl.1767.0015).

## Nachweise
- Wilfrid Blunt: The Art of Botanical Illustration: An Illustrated History. Dover Publications, 1994, ISBN 0-486-27265-6.
- Gerta Calmann: Ehret: Flower painter extraordinary: an illustrated biography. Phaidon, 1977, ISBN 0-7148-1776-7.
- G. D. Ehret: A Memoir of Georg Dionysios Ehret. In: Proceedings of the Linnean Society of London. 1894, S. 41–58 (online).
- Gordon Douglas Rowley: A History of Succulent Plants. Strawberry Press, 1997, ISBN 0-912647-16-0 (formal falsch).
- Gill Saunders: Ehret’s flowering plants. H. N. Abrams, New York 1988, ISBN 0-8109-0887-5.

## Weiterführende Literatur
- [Anonym]: Short Memoir of George Dionysius Ehret, F.R.S. In: Proceedings of the Linnean Society of London (1883–1886). S. 42–56 (online) – mit Porträt.
- Benjamin Daydon Jackson: Ehret, Georg Dionysius. In: Leslie Stephen (Hrsg.): Dictionary of National Biography. Band 17: Edward – Erskine. MacMillan & Co, Smith, Elder & Co., New York City / London 1889, S. 167 (englisch, Volltext [Wikisource] – Hier ist abweichend Erfurt als Geburtsort und den 9. September 1710 als Geburtstag angegeben.).
- Heidrun Ludwig: Rediscovery of the original drawings of Georg Dionysius Ehret for the Plantae selectae. In: Archives of Natural History. Band 20, S. 381–390 (doi:10.3366/anh.1993.20.3.381).
- Claus Nissen: Ehret, Georg Dionysius. In: Neue Deutsche Biographie (NDB). Band 4, Duncker & Humblot, Berlin 1959, ISBN 3-428-00185-0, S. 356 f. (Digitalisat).
- Enid Slatter: Ehret, George Dionysius (1708–1770), botanical artist. In: Henry Colin Gray Matthew, Brian Harrison (Hrsg.): Oxford Dictionary of National Biography, from the earliest times to the year 2000 (ODNB).  Oxford University Press, Oxford 2004, ISBN 0-19-861411-X; doi:10.1093/ref:odnb/8601 (Lizenz erforderlich), Stand: Januar 2008.